# Adolphe Gesché
Adolphe Gesché (Bruxelles, 25 ottobre 1928 – Louvain-la-Neuve, 30 novembre 2003) è stato un presbitero e teologo belga, professore presso la Facoltà di Teologia dell'Università Cattolica di Lovanio.

## Biografia
Nato il 25 ottobre 1928 a Uccle (Bruxelles, Belgio), in seno a una famiglia borghese cosmopolita. Durante la sua giovinezza, studia scienze umanistiche al Collegio San Pedro di Uccle. In seguito, inizia i suoi studi universitari, conseguendo la laurea in Filosofia presso la St. Louis School of Brussels. Nel 1952 ottiene il grado di Dottore in Filosofia presso l'Università Cattolica di Lovanio, con una tesi intitolata La technique et l'organisation des transmissions militaires à l'époque de Polybe.
Nel 1951 entra nel seminario di Malines e viene ordinato sacerdote nel 1955. L'anno seguente ottiene la nomina a cappellano militare; negli anni 1959-1960, come vicario esercita il suo ministero sacerdotale nella parrocchia di Santa Susana a Schaerbeek. Continua i suoi studi universitari, nel 1957 ottiene la laurea in teologia presso l'Università Cattolica di Lovanio, con una indagine su Didimo di Alessandria, dal titolo Recherches récentes sur l'oeuvre dogmatique de Didyme d'Alexandrie e nel 1958, un dottorato in teologia con una tesi dal titolo Commentaire sur les Psaumes découvert à Toura. Étude documentaire et littéraire.
In seguito, si dedica alla ricerca della cristologia dei manoscritti. Nel 1962, ottiene il grado per insegnare teologia. Negli anni successivi, dal 1962-1969, si dedica all'insegnamento della teologia morale presso il Seminario Maggiore di Malines, contemporaneamente i corsi di teologia dogmatica speciale nella stessa facoltà teologica lovaniense. Ben presto, nel 1966 è ottiene la nomina di professore straordinario e nel 1969 diventa professore ordinario presso questa università.
Dal 1987 crea e organizza presso la Facoltà di Teologia dell'Università Cattolica di Lovanio i cosiddetti Colloques Gesché, che si svolgono ogni due anni. Inoltre, dal 1992, riconosciuto ormai come un eminente teologo, Gesché diviene membro della Commissione Teologica Internazionale per due periodi di cinque anni.  Nella Facoltà di Teologia dell'Università Cattolica di Lovanio, Gesché ha l'opportunità di sviluppare il suo pensiero e la sua riflessione teologica. Accanto al suo pensiero teologico articolato in Dio per pensare, Gesché scrive due volumi di un'altra serie intitolata Pensieri per pensare, un lavoro che viene pubblicato dopo la sua morte. In questi due testi sono raccolti, come frammenti, brevi pensieri, riflessioni e citazioni.
Nel 1993 è stato riconosciuto con il premio del Cardinal Mercier, poi nel 1996 è stato eletto "Membro Corrispondente della Sezione di Scienze morali e politiche" della Reale Accademia delle Scienze, Lettere e Belle Arti del Belgio, diventandone membro dal 2002. Nel 1997 è stato nominato "Grand Officier de l'Ordre de la Couronne" e nel 1998 è stato premiato con il "Scriptores christiani" per l'insieme della sua opera teologica, e lo stesso anno gli viene dato il "Grande Premio di Filosofia" dell'Accademia Francese.
Nel 1995, dopo una lunga carriera accademica e di insegnamento, va in pensione dopo aver sviluppato un lavoro così intenso scrivendo libri, articoli e, in più, sistemando i Colloque Gesché.
Muore il 30 novembre 2003 in un ospedale di Louvain-la-Neuve, dove pochi giorni prima di morire, confidó alla sua famiglia: "La mia passione fu Dio. Io non ho un'altra parola per dirlo”.

## Opere
- Dieu pour penser. t.1 Le mal, Paris, Cerf, 1993. trad. ital. : Dio per pensare, I. Il male, Cinisello Balsamo (Milan), San Paolo, 1996.
- Dieu pour penser. t.2 L'homme,Paris, Cerf, 1993. trad. ital. : Dio per pensare, II. L'uomo, Cinisello Balsamo (Milan), San Paolo, 1996.
- Dieu pour penser. t.3 Dieu, Paris, Cerf, 1994. trad. ital. : Dio per pensare, III. Dio, Cinisello Balsamo (Milan), San Paolo, 1996.
- Dieu pour penser. t.4 Le cosmos, Paris, Cerf, 1994. trad. ital. : Dio per pensare, IV. Il cosmo, Cinisello Balsamo (Milan), San Paolo, 1997.
- Dieu pour penser. t.5 La destinée,Paris, Cerf, 1995. trad. ital. : Dio per pensare, V. Il destino, Cinisello Balsamo (Milan), San Paolo, 1998.
- Dieu pour penser. t.6 Le Christ, Paris, Cerf, 2001. trad. ital. : Dio per pensare, VI. Il Cristo, Cinisello Balsamo (Milan), San Paolo, 2003.
- Dieu pour penser. t.7 Le sens, Paris, Cerf, 2003. trad. ital. : Dio per pensare, VII. Il senso, Cinisello Balsamo (Milan), San Paolo, 2005.
- Pensées pour penser. t.1 Le mal et la lumière, Paris, Cerf, 2003.
- Pensées pour penser. t.2 Les mots et les livres, Paris, Cerf, 2004.

## Colloques Gesché
- Destin, prédestination, destinée , Paris, Cerf, 1995.
- La foi dans le temps du risque, Paris, Cerf, 1997.
- La Sagesse, une chance pour l'espérance?, Paris, Cerf, 1998.
- Dieu à l'épreuve de notre cri, Paris, Cerf, 1999.
- Et si Dieu n'existait pas?, Paris, Cerf, 2001.
- Sauver le bonheur, Paris, Cerf, 2003.
- Le corps chemin de Dieu, Paris, Cerf, 2005.
- L'invention chrétienne du péché, Paris, Cerf, 2007.
- Qu'est-ce que la vérité ?, Paris, Cerf, 2009.
- La transgression chrétienne des identités, Paris, Cerf, 2012.
- Dieu au risque des religions, Louvain-la-Neuve, Academia, 2014.
- Intempestive éternité, Paris, Louvain-la-Neuve, Academia, 2015.